# BlackBerry
|  | Denne artikel handler om et af virksomheden BlackBerrys produkter. For virksomheden selv, se BlackBerry (virksomhed). |
BlackBerry er en række mobile e-mail- og smartphoneenheder udviklet og designet af den canadiske virksomhed af samme navn siden 1999.
BlackBerry-enhederne er smartphones, designet til at fungere som personlige digitale assistenter, medieafspillere, internetbrowsere, spillekonsoller og mere. De er primært kendte for deres evne til sende og modtage emails med et højt sikkerhedsniveau. BlackBerry benytter sit eget styresystem Blackberry OS.
BlackBerry har en markedsandel på 11.7% af verdens smartphonesalg. BlackBerry's Internetservices er tilgængelige i over 91 lande.

## Historie
Den første BlackBerry enhed, 850, blev introduceret i 1999 som en tovejs-personsøger i München, Tyskland. Navnet BlackBerry (på dansk brombær) blev opfundet af marketingsbureauet Lexicon Branding.
I 2003 kom den første BlackBerry smartphone på markedet.
I 2008 kom det frem at præsidentkandidat i USA Barack Obama benytter Blackberry, og at han har fortsat med dette efter at han er blevet præsident.

## Modeller

### Tidlige modeller
Tidlige pager modeller: 850, 857, 950, 957
- Monochrome Java-baserede serier: 5000, 6000
- Første farveserier: 7200, 7500, 7700
- Første SureType telefon serie: 7100
- Opdaterede BlackBerry serier (2006–2008): 8000–8830 including: BlackBerry 8800, BlackBerry Pearl, BlackBerry Pearl Flip and BlackBerry Curve 8300
- Previous generation BlackBerry models (2008–2009): 8900+ GPS Wi-Fi series: BlackBerry Bold (9000), BlackBerry Curve 8900, BlackBerry Tour (9630), BlackBerry Storm (9500/9530), BlackBerry Curve 8520/8530
- BlackBerry Storm 2 (9520/9550) (2009): BlackBerry Storm2
- BlackBerry Bold series (2009): BlackBerry Bold 9700
- BlackBerry Bold series (2010): BlackBerry Bold 9650
- BlackBerry Bold series (2010): BlackBerry Bold 9780
- BlackBerry Bold series (2011): BlackBerry Bold 9900/9930
- BlackBerry Pearl series (2010): BlackBerry Pearl 3G 9100/9105
- BlackBerry Torch series (2010): BlackBerry Torch 9800
- BlackBerry Torch series (2011): BlackBerry Torch 9810
- BlackBerry Torch series (2011): BlackBerry Torch 9850/9860
- BlackBerry Curve series (2010): BlackBerry 9300/9330
- BlackBerry Curve series (2011): BlackBerry 9350/9360/9370
- BlackBerry Style 9670 (2010):

### BlackBerry 10 enheder
- BlackBerry Q5 (2013)
- BlackBerry Z10 (2013)
- BlackBerry Q10 (2013)
- BlackBerry Z30 (2013)
- BlackBerry Q20 (2014)
- BlackBerry Z3 (2014)
- Blackberry Passport (2014)
- BlackBerry Porsche Design P'9983 (2014)
- Blackberry Classic (2014) (Annonceret)